# Zeittafel Botanik
Die Zeittafel Botanik enthält Angaben zu verschiedenen Forschungsrichtungen dieses Fachs. Eingeschlossen ist auch die Mykologie, da diese zumindest früher zur Botanik gezählt wurde und noch heute an botanischen Instituten vielfach pilzkundliche Forschung betrieben wird.
Soweit möglich wurden auch Ergebnisse angewandter botanischer Forschung, etwa zur Phytopathologie berücksichtigt. Im Artikel wird möglichst der Originaltitel der Arbeit genannt, in der der betreffende Forscher oder die betreffende Forscherin die Ergebnisse veröffentlicht hat. Die Beiträge von Botanikerinnen – der Anteil von Frauen war in der Botanik, verglichen mit anderen Naturwissenschaften, von jeher bemerkenswert hoch – sind in der interaktiven bio-bibliographischen Datenbank „Women in Botany“ ausgewiesen, die etwa 10.000 in allen Gebieten der Botanik aktive Frauen erfasst.

## Bis 1500
| Zeit           | Person(en)                                          | Info |
| -------------- | --------------------------------------------------- | --- |
| um 322 v. Chr. | Aristoteles (384–322 v. Chr.)                       | Begründer der wissenschaftlichen Pflanzenkunde und Schöpfer der Naturgeschichte. |
| um 300 v. Chr. | Theophrastos von Eresos (370–285 v. Chr.)           | Schüler des Aristoteles. Verfasser des ältesten wissenschaftlichen Werkes über Pflanzen und somit Begründer der Botanik als wissenschaftliche Disziplin.                                                           |
| um 65          | Lucius Iunius Moderatus Columella († um 70 n. Chr.) | In De re rustica werden 400 Pflanzenarten und deren Krankheiten beschrieben. |
| um 77          | Gaius Plinius Secundus (um 23–79 n. Chr.)           | In Naturalis historia werden zahlreiche Pflanzenarten, Pflanzenkrankheiten und Möglichkeiten zu deren Bekämpfung beschrieben.                                                                                      |
| um 100         | Pedanios Dioskurides [Dioscorides] (~ 70 n. Chr.)   | Mit ca. 500 beschriebenen Pflanzenarten umfangreichste Pflanzenliste des Altertums. Prägte die Bezeichnung Botanik.                                                                                                |
| 812            | Walahfrid Strabo (um 809–849)                       | Gartenpflanzen wie Gemüse, Gewürze, Arzneipflanzen und Zierpflanzen werden im Capitulare de villis vel curtis imperii von Karl dem Großen katalogisiert.                                                           |
| um 1130        | Hildegard von Bingen (1098–1179)                    | Über 300 Gewächse werden im lateinischen Text mit deutschen Bezeichnungen versehen. |
| 1254           | Albertus Magnus (~1200–1280)                        | De vegetabilibus libri – Einführung in die Botanik in 7 Büchern mit Hinweisen zu Morphologie, Physiologie, Standortskunde, Heilpflanzen, Bäume und Kräuter (390 Arten), sowie Ackerbau und Nutzpflanzen.           |
| um 1300        | Marco Polo (1254–1324)                              | Mit seinen Berichten das Wissen über Pflanzen, Länder, Völker und Tiere vermehrt. U. a. werden Bambus, Gewürznelke, Ingwer, Baumwolle, Zuckerrohr, Indigo, Rhabarber, Kampfer, Pfeffer und Muskatnuss beschrieben. |
| 1303           | Petrus de Crescentiis (~1230–~1320)                 | In Liber Commodorum Ruralium werden Kulturpflanzen und ihre Krankheiten dargestellt. Beschreibung der Weinrebe. |
| um 1450        | Nikolaus von Kues (1401–1464)                       | Postulat, dass Pflanzen unter Aufnahme von Wasser assimilieren. |
| 1485           | Johann Wonnecke von Kaub (~1430–1503/04)            | Gart der Gesundheit, eines der ersten Kräuterbücher erscheint. |
| 1500           | Hieronymus Brunschwig (um 1450–um 1512)             | Kleines Destillierbuch, erster Druck mit ausgedehnten floristischen Angaben. |

## 1500 bis 1600
| Zeit    | Person(en)                                                 | Info |
| ------- | ---------------------------------------------------------- | --- |
| um 1530 | Luca Ghini (1490–1556)                                     | Erstmaliger Vorschlag, Pflanzen zu pressen und zu trocknen und so in Herbarien zu konservieren. |
| 1532    | Otto Brunfels (1488–1534)                                  | Im „Contrafayt Kreüterbuch“ werden ca. 800 Pflanzenarten beschrieben. |
| 1539    | Hieronymus Bock [Tragus] (1494–1554)                       | „New Kreütterbuch von Unterscheyd, Würkung und Namen der Kreuter, so in deutschen Landen wachsen…“ erscheint in Straßburg. Bock gliederte die Pflanzen nach vegetativen Merkmalen, nicht nach Blüten.                                                     |
| 1542    | Leonhart Fuchs (1501–1566)                                 | „De historia stirpium commentarii“ erscheint. |
| 1551    | Conrad Gessner (1516–1565)                                 | Erste nähere Beschäftigung mit Blüten und Fruchtteilen. Gliederung der Vegetation in Höhenregionen. |
| 1551    | Adam Lonitzer [Lonicerus] (1527–1586)                      | Im Kräuterbuch werden 879 Pflanzenarten beschrieben. |
| 1552    | Hieronymus Bock [Tragus] (1494–1554)                       | „De stirpium historia“, die lateinische Ausgabe des Kreütterbuch mit kleinformatigen Holzschnitten von David Kandel kommt in Straßburg heraus. Darin werden 840 Pflanzenarten, vorwiegend aus Mitteleuropa, darunter viele Drogen liefernde, beschrieben. |
| 1552    | Rembert Dodoens [Dodonaeus] (1517–1585)                    | In seiner Flora werden 884 Arten beschrieben. |
| 1553    | Pierre Belon (1517–1564)                                   | In „Les observations de plusieurs singularites & choses memorables, trouvees en Grece, Asie, Judee, Égypte, Arabie, & autres pays etranges …“ Beschreibung zahlreicher Pflanzenarten des Mittelmeerraums und Arabiens.                                    |
| 1555    | Conrad Gessner [Gesnerus] (1516–1565)                      | „De raris et admirandis herbis, quae sive quod noctu luceant, sive alias ob causas, lunariae nominantur“ erscheint. |
| 1555    | Conrad Gessner [Gesnerus] (1516–1565)                      | In „Descriptio montis fracti“ werden erstmals Vegetationsstufen am Beispiel des Bergmassivs Pilatus (Berg) bei Luzern beschrieben. |
| 1557    | Anton Schneeberger (1530–1581)                             | Vegetation in der Umgebung von Krakau erscheint: „Catalogus stirpium quarundam Latine et Polonice conscriptus“. |
| 1557    | Adam Lonitzer [Lonicerus] (1527–1586)                      | Neuauflage des Kräuterbuchs; unter anderem mit der ersten Darstellung von Mutterkorn (Claviceps) |
| 1560    | Pietro Andrea Mattioli (1501–1577)                         | „Commentarii, in libros sex Pedacii Dioscoridis“ erscheint. |
| 1561    | Luigi Anguillara (~1512–1570)                              | Beschreibung der Flora Mittel- und Norditaliens erscheint: „Semplici dell'eccellente … liquali in piu pareri a diuersi nobili huomini scritti appaiono. .“                                                                                                |
| um 1570 | Matthias de L’Obel [Lobelius] (1538–1616)                  | In „Plantarum seu Stirpium Historia, cui annexum est Adversariorum volumen“ werden erstmals einige der noch heute gültigen Gruppen (Familien, Ordnungen, Gattungen): Gräser, Lilien, Binsen, Riedgräser, Labiaten, Leguminosen beschrieben.               |
| 1576    | Charles de l’Écluse [Carolus Clusius] (1526–1609)          | „Rariorum aliquot stirpium per Hispanias observatarum historia“ eine Liste von Pflanzen Spaniens und Portugals erscheint. |
| 1583    | Andrea Cesalpino (1519–1603)                               | „De Plantis libri XVI“ mit neuen Ansätzen zu Morphologie, Anatomie, Biologie, Physiologie, Systematik und Nomenklatur der Pflanzen erscheint. |
| 1583    | Rembert Dodoens [Dodonaeus] (1517–1585)                    | Kräuterbuch erscheint |
| 1583    | Pietro Andrea Mattioli (1501–1577)                         | „Kreutterbuch, jetzt wiederumb mit vielen schönen newen Figuren“ erscheint. |
| 1583    | Charles de l’Écluse [Carolus Clusius] (1526–1609)          | “ Rariorum aliquot stirpium, per Pannoniam, Austria „, eine Liste von Pflanzen Ungarns und Österreichs und erscheint. |
| 1583    | Leonhard Rauwolf (1526–1609)                               | In „Aigentliche beschreibung der Raiß … so er vor diser zeit gegen Auffgang inn die Morgenländer … selbs volbracht …“ Beschreibung zahlreicher Pflanzen des Vorderen Orients.                                                                             |
| 1586    | Jacques Daléchamps (1513–1588)                             | In seiner Flora werden über 3.000 Arten beschrieben. |
| 1588    | Joachim Camerarius der Jüngere (1534–1598)                 | „Hortus Medicus et Philosophicus“ erscheint |
| 1588    | Jacob Theodor Tabernaemontanus (1522–1590)                 | „New und vollkommen Kräuter-Buch“ erscheint. |
| 1588    | Johann Thal (1542–1583)                                    | Erste eigentliche Flora, in der alle bekannten Wildpflanzen des Harzes beschrieben werden, erscheint: „Sylva Hercynia …“. |
| 1589    | José de Acosta (1540–1600)                                 | In „De natura novi orbis“ Bericht über zahlreiche Kulturpflanzen in Südamerika. Erwähnt werden auch Pflanzenkrankheiten; wahrscheinlich erste Beschreibung von Phytophthora.                                                                              |
| 1590    | Hans Janssen (†~ 1590) & Zacharias Janssen (*~1588–†~1632) | Erfindung des Mikroskops. |
| 1592    | Prospero Alpini (1553–1617)                                | Mit „De plantis Aegypti Liber“ erscheint die erste bedeutende außereuropäische Flora. |
| 1594    | Johannes Franke (1545–1617)                                | In „Hortus Lusatiae“ werden Pflanzen und Pilze der Lausitz beschrieben. |
| 1596    | Caspar Bauhin (1560–1624)                                  | Verwendung binomischer Nomenklatur bei Pflanzen. |
| 1598    | Pierre Richer de Belleval (~1564–1632)                     | Beschreibung der Vegetation des Languedoc erscheint: „Onomatologia seu nomenclatura stirpium, quae in horlo regio Monspeliensi recens constructo coluntur…“                                                                                               |

## 1600 bis 1700
| Zeit    | Person(en)                                                  | Info |
| ------- | ----------------------------------------------------------- | --- |
| 1600    | Charles de l’Écluse [Carolus Clusius] (1526–1609)           | „Rariorum plantarum historia“ erscheint. Darin auch die erste umfassende Pilzmonographie und Pilz-Regionalflora: „Fungorum in Pannoniis brevis historia“.                                                                                |
| 1613    | Ludwig Jungermann (1592–1653) & Basilius Besler (1561–1629) | In Nürnberg erscheint der Hortus Eystettensis, ein Werk mit Pflanzen aus dem Garten der Fürstbischöfe von Eichstätt mit ca. 1.100 Darstellungen, die über 660 verschiedene Arten repräsentieren.                                         |
| 1615    | Ludwig Jungermann (1592–1653)                               | Flora von Altdorf erscheint: Catalogus plantarum, quae circa Altorfium noricum et vicinis quibusdam locis. .. |
| 1618    | Albert Menzel († 1632) & Philipp Menzel (1546–1613)         | Flora von Ingolstadt erscheint: Synonyma Plantarum, seu simplicium, ut vocant, circa Ingolstadium sponte nascentium … |
| 1623    | Caspar Bauhin (1560–1624)                                   | Im „Pinax theatri botanici“ werden alle damals bekannten ca. 6.000 Pflanzen, dazu über 80 Pilze als Fungus, Tubera und Agaricum beschrieben.                                                                                             |
| 1623    | Ludwig Jungermann (1592–1653)                               | Flora von Gießen (Cornucopiae florae Giessensis proventu spontanearum stirpium …) erscheint. |
| 1643    | Nikolaus Oelhafen (1604–1643)                               | Flora von Danzig (Elenchus plantarum circa nobile Borussorum Dantiscum sua sponte nascentium) erscheint. |
| 1648    | Johan Baptista van Helmont (1580–1644)                      | Veröffentlichung zur Pflanzenernährung. Er postulierte, dass Pflanzen ihre Nährstoffe in gelöster Form aus dem Wasser aufnehmen. Außerdem Beschreibung der Eigenschaften von Kohlenstoffdioxid.                                          |
| 1650    | Johann Bauhin (1541–1613)                                   | Umfassende Darstellung der Pilze erscheint posthum. |
| um 1650 | Johan Baptista van Helmont (1580–1644)                      | Helmont pflanzt eine junge Weide in einen Kübel mit abgewogener Erde und goss die Pflanze fünf Jahre lang nur mit Wasser. Die Pflanze wurde 80 kg schwerer, die Erde hatte sich aber nur um 60 g verringert.                             |
| um 1661 | John Ray [Rajus] (1627–1705)                                | Priorität für den Einsatz von Blütenmerkmalen zur Klassifikation von Pflanzen. |
| 1665    | Robert Hooke (1635–1703)                                    | In „Micrographia“ werden Untersuchungen zum Feinbau pflanzlicher Gegenstände (Mark von Pflanzenstängel, Brennhaare der Brennnessel, auch Darstellung mikroskopischer Pilze) beschrieben. Entdeckung des zelligen Aufbaus der Organismen. |
| 1665    | Antoni van Leeuwenhoek (1632–1723)                          | Abhandlung für die Royal Society über Schimmel, 1680 über Hefen. |
| um 1670 | Nehemiah Grew (1641–1712)                                   | Entdeckung, dass der in den Staubfäden enthaltene Blütenstaub für die Befruchtung dienlich sein könne. |
| um 1670 | Antoni van Leeuwenhoek (1632–1723)                          | Beobachtung von Strahlengänge im Holz, der Organisation von Stängelquerschnitten, von Tüpfeln in sekundärem Holz und Kristallen in Zellen mit dem Mikroskop.                                                                             |
| um 1670 | Marcello Malpighi (1628–1694)                               | „Anatomia plantarum“ erscheint. Unter anderem wird der inneren Bau der Wurzel sowie der Keimungsprozess von Gräsern beschrieben. |
| 1675    | Paul Ammann (1634–1691)                                     | Flora von Leipzig erscheint: Supellex Botanica, hoc est: Enumeratio Plantarum, Quae non solum in Horto Medico Academiae Lipsiensis … |
| 1675    | Franciscus van Sterbeeck (1630–1693)                        | Pilzbuch, „Theatrum fungorum“, mit der Beschreibung essbarer und giftiger Arten veröffentlicht. |
| 1676    | Nehemiah Grew (1641–1712)                                   | Vermutung, dass Pollen und Eizelle der Fortpflanzung dienen. |
| 1679    | Marcello Malpighi (1628–1694)                               | „Anatome plantarum idea“ – Feinstrukturen von Holz und Rinde, Milchröhren von Ficus, auch Untersuchung mikroskopischer Pilze. Studierte sekundäres Dickenwachstum an Castanea und erkannte „Jahrringe“.                                  |
| 1679    | Edme Mariotte (~1620–1648)                                  | Entdeckung, dass die verschiedensten Pflanzen ihre Nahrung aus denselben Bestandteilen des Bodens ziehen und weit mehr Stoffe bilden können, als im Boden zu finden sind.                                                                |
| 1680    | Georg Franck von Franckenau (1644–1704)                     | Flora der Pfalz erscheint: Flora Francica Aucta, oder vollständiges Kräuter-Lexicon…. |
| um 1680 | Claude Perrault (1613–1688)                                 | Bericht über umfangreiche Beobachtungen zur Bewegung von Säften in Pflanzen. |
| um 1680 | John Woodward (1665–1728)                                   | Nachweis, dass Pflanzen im Zeitraum von drei Monaten sechsundvierzigmal so viel Wasser abgeben, wie sie in sich selbst speichern können.                                                                                                 |
| 1682    | John Ray (1627–1705)                                        | „Methodus plantarum“ erscheint. Darin wird zwischen Ein- und Zweikeimblättrigen Pflanzen unterschieden und erstmals ein Konzept zur biologischen Art vorgestellt.                                                                        |
| 1683    | Antoni van Leeuwenhoek (1632–1723)                          | Entdeckung von Einzellern, Spermien und Bakterien unter dem Mikroskop. |
| 1690    | John Ray [Rajus] (1627–1705)                                | Synopsis methodica mit neuen Ansätzen zur Pflanzen- und Pilzsystematik erscheint. |
| 1690    | Joseph Pitton de Tournefort (1656–1708)                     | Im Werk „Elémens de botanique“ werden Blütenmerkmale als Einteilungskriterium benutzt, wobei als Hauptwert nicht die Blütensymmetrie und die Zahlenverhältnisse, sondern die Verwachsungen gelten.                                       |
| 1690    | August Quirinus Rivinus [Bachmann] (1652–1723)              | Vorschlag einer binären Nomenklatur, die er selbst jedoch nicht benutzte. |
| 1691    | Rudolf Jacob Camerarius [Camerer] (1665–1721)               | In „De Sexu Plantarum Epistola“ wird die pflanzliche Sexualität beschrieben. |
| 1694    | Joseph Pitton de Tournefort (1656–1708)                     | Erstmals werden Pilzgattungen klar definiert. |

## 1700 bis 1750
| Zeit    | Person(en)                                                                 | Info |
| ------- | -------------------------------------------------------------------------- | --- |
| um 1700 | Joseph Pitton de Tournefort (1656–1708)                                    | Erste Angaben über die Vegetationsgliederung am Ararat mit Hinweis auf die Parallelität der vertikalen Folge der Vegetationsgürtel in Hochgebirgen zur horizontalen von Nord nach Süd.     |
| 1700    | Johann Christoph Volkamer (1644–1720)                                      | Erste Flora von Nürnberg. |
| 1711    | Claude-Joseph Geoffroy [Geoffroy le Jeune] (1685–1752)                     | Vermutung über Samencharakter des Sporenstaubes der Pilze. |
| 1714    | Luigi Ferdinando Marsigli (1658–1730) & Giovanni Maria Lancisi (1654–1720) | Die beiden Forscher bringen mit ihren Gärungsversuchen Argumente gegen die Urzeugung vor.                                                                                                  |
| 1717    | Johann Jacob Dillenius (1684–1747)                                         | Fortpflanzung der Farrenkräuter (=Farne) und Moose. Den Staub in den Mooskapseln hielt er noch für Pollen.                                                                                 |
| 1718    | Johann Jacob Dillenius (1684–1747)                                         | Catalogus für die Systematik der Pilze bedeutende Schrift. |
| 1719    | Thomas Fairchild (1667–1729)                                               | Erste bekannte Kreuzung zweier Pflanzenarten (Dianthus caryophyllus x D. barbatus) aus gärtnerischem Interesse.                                                                            |
| 1724    | Johann Jacob Dillenius (1684–1747)                                         | „Synopsis“ – neue Ansätze in der Pilzsystematik. |
| um 1727 | Stephen Hales (1677–1761)                                                  | Erster Hinweis auf die Bedeutung der Hydrostatik zur Erklärung des Saftsteigens. |
| 1727    | Stephen Hales (1677–1761)                                                  | In „Statical Essays“ wird beschrieben, dass Pflanzen ihre Nahrung aus der Luft entnehmen, was niemand verstand.                                                                            |
| 1729    | Pier Antonio Micheli (1679–1737)                                           | In „Nova plantarum genera iuxta Tournefortii methodum disposita“ werden neue Maßstäbe der Pilzsystematik sowie erste Gattungen mikroskopischer Pilze sowie Pilzsporen korrekt dargestellt. |
| 1735    | Carl von Linné (1707–1778)                                                 | In „Systema naturae“ werden Pilze erstmals als „Cryptogamen“ bezeichnet. |

## 1750 bis 1800
| Zeit      | Person(en)                                                 | Info |
| --------- | ---------------------------------------------------------- | --- |
| 1753      | Johann Gottlieb Gleditsch (1714–1786)                      | „Methodus fungorum“ erscheint. |
| 1753      | Carl von Linné (1707–1778)                                 | „Species plantarum“ erscheint mit einer neuen Artenübersicht. Dabei wird die binäre Nomenklatur konsequent angewandt. „Startpunkt“ der Nomenklaturregeln (wird im 20. Jahrhundert festgelegt).                                                                                            |
| um 1760   | Henri Louis Duhamel du Monceau (1700–1782)                 | Bei der Analyse von Pflanzenasche wird eine Anzahl von Salzen identifiziert. |
| 1760      | Joseph Gottlieb Kölreuter (1733–1806)                      | Erste wissenschaftlich begründete Kreuzung von zwei Pflanzenarten (Nicotiana rustica und N. paniculata). |
| um 1760   | Andreas Sigismund Marggraf (1709–1782)                     | Durch die Analyse von Pflanzenasche wurde eine Anzahl von Salzen festgestellt. Entdeckung des Rohrzuckers in Zuckerrüben. Mit dem erstmaligen Einsatz des Mikroskops als Hilfsmittel der analytischen Chemie konnten Zuckerkristalle in getrockneten Wurzelschnitten festgestellt werden. |
| um 1760   | Kasimir Christoph Schmidel (1718–1792)                     | Beginn von Untersuchung der Befruchtungsorgane von Lebermoosen und anderen Kryptogamen. Entdeckung der Antheridien bei Lebermossen. |
| 1761–1766 | Joseph Gottlieb Kölreuter (1733–1806)                      | Veröffentlichung der Ergebnisse von insgesamt 136 Versuchen zur künstlichen Kreuzung von Pflanzen. |
| 1762      | Jacob Christian Schäffer (1718–1790)                       | Beginn der Veröffentlichung eines vierbändigen Pilz-Tafelwerkes. |
| um 1770   | Antoine-Laurent de Jussieu (1748–1836)                     | Erstmals werden Familiendiagnosen bei Pflanzen erstellt. |
| 1771      | Joseph Priestley (1733–1804)                               | Entdeckung, dass Tiere in luftdicht abgeschlossenen Räumen sehr viel länger überleben, wenn Pflanzen anwesend sind. Zwar beobachtete Priestley, dass seine Versuche abends und nachts anders abliefen als am Tag, fand dafür aber keine Erklärung.                                        |
| 1774      | Bonaventura Corti (1729–1813)                              | Beobachtung der zirkulierenden Bewegungen des Saftes in den Gliedern von Chara. |
| 1774      | Johann Hedwig (1730–1799)                                  | Entdeckung der Befruchtungsorgane der Laubmoose |
| 1775      | Antoine Laurent de Lavoisier (1743–1794)                   | Erkenntnis, dass Priestley ein neues Element entdeckt hatte, das die Verbrennung ermöglicht und das die Lebewesen zum Atmen brauchen. Das neue Gas wird „l'air vital“ genannt. |
| 1775      | Noël Martin Joseph de Necker (1730–1793)                   | Neue Argumente für die Urzeugung von Pilzen. |
| 1777      | Joseph Gottlieb Kölreuter (1733–1806)                      | Neue Ideen zur Sexualität bei Pilzen |
| 1779      | Jan Ingenhousz (1730–1799)                                 | Beschreibung, dass Pflanzen nur im Licht Sauerstoff herstellen, im Dunklen dagegen ständig Kohlenstoffdioxid abgeben. Entdeckung der Photosynthese. |
| 1779      | Antoine Laurent de Lavoisier (1743–1794)                   | Annahme, dass das neu entdeckte Element in jeder Säure enthalten sei. Es wird daher „Sauerstoff“ (= Oxigenium) genannt. Obwohl diese Behauptung falsch ist, wurde der Name beibehalten. Erkenntnis, dass die Atmung der Tiere ein Prozess ist, bei dem Wärme frei wird.                   |
| 1779      | Horace-Bénédict de Saussure (1740–1799)                    | In „Voyages dans les Alpes“ werden Hinweise über die Höhenbegrenzung von Alpenpflanzen gegeben. |
| 1780      | Jean Baptiste François Bulliard (1752–1793)                | Beginn des botanischen Tafelwerkes einschließlich Pilzdarstellungen. |
| 1782–1784 | Johann Hedwig (1730–1799)                                  | Nachweis, dass Moose in das Linné'sche System mit einbezogen werden können |
| 1783      | Noël Martin Joseph de Necker (1730–1793)                   | In „Traité su la mycitologie“ werden zahlreiche mykologisch-wissenschaftliche Begriffe geprägt. |
| 1783      | Jean Senebier (1742–1809)                                  | Nachweis, dass Pflanzen im Licht nur dann Sauerstoff herstellen, wenn auch gleichzeitig Kohlenstoffdioxid anwesend ist. |
| 1788      | Thomas Walter (1740–1789)                                  | Mit Flora caroliniana erscheint die erste namhafte Flora von Nordamerika |
| 1789      | Johann Hedwig (1730–1799)                                  | Neue Argumente zur Sexualität der Pilze sowie erstmalige Darstellung achtsporiger Asci bei der Gattung Octospora |
| 1790      | Johann Wolfgang von Goethe (1749–1832)                     | Veröffentlichung der „Metamorphose der Pflanze“ |
| um 1790   | Heinrich Friedrich Link (1767–1851)                        | Konzeption eines Systems der Pilze. |
| 1790      | James Sowerby (1757–1822) & James Edward Smith (1759–1828) | Beginn eines botanischen Tafelwerkes, in dem auch einige Flechten dargestellt werden. |
| 1792      | Carl Ludwig Willdenow (1765–1812)                          | Abriss der Pflanzengeographie in seinem Buch „Grundriß der Kräuterkunde“. |
| 1793      | Christian Konrad Sprengel (1750–1816)                      | Publikation seines Werks „Das entdeckte Geheimniss der Natur im Bau und in der Befruchtung der Blumen“. Damit Begründung der Blütenökologie. |
| 1794      | Christian Hendrik Persoon (1761–1836)                      | Erste Darlegung einer neuen Pilzsystematik. Prägung des Begriffs Mykologie. |
| 1797      | Albrecht Wilhelm Roth (1757–1834)                          | Erstellung von Grundregeln für die Unterscheidung von Süßwasseralgen bei mikroskopischen Untersuchungen. |

## 1800 bis 1850
| Zeit      | Person(en) | Info |
| --------- | --- | --- |
| um 1800   | Joseph von Fraunhofer (1787–1826)                                                                               | Wesentliche Verbesserung des Mikroskops |
| um 1800   | Johann Jacob Paul Moldenhawer (1766–1827)                                                                       | Nachweis, dass die Gefäße zu Bündeln vereint sind und dass sich diese deutlich vom Parenchym abheben. |
| 1801      | Charles François Brisseau de Mirbel (1776–1854)                                                                 | Publikation einer Theorie des Zellenbaus der Pflanze. |
| 1803      | Jean-Pierre Vaucher (1763–1841)                                                                                 | Die Beobachtung der Verbindung zweier Röhren bei Spirogyra und die dadurch erfolgte Erzeugung von Keimkügelchen wird als Sexualakt (Konjugation) gedeutet. |
| 1804      | Nicolas-Théodore de Saussure (1767–1845)                                                                        | Durch sehr exakte und aufwendige Messungen (Abwiegen der Gase) wird nachgewiesen, dass Pflanzen bei Verbrauch von Kohlenstoffdioxid und der Herstellung von Sauerstoff und Zucker auch Wasser benötigen.                                                                                        |
| 1805      | Johannes Baptista von Albertini (1769–1831) und Lewis David von Schweinitz (1780–1834)                          | Über die Pilze der Oberlausitz: Conspectus fungorum etc. Leipzig 1805. Mit 12 Tafeln. |
| 1805      | Alexander von Humboldt (1769–1859)                                                                              | Begründung der Pflanzengeographie |
| 1805      | Ludolf Christian Treviranus (1779–1864)                                                                         | Postulat, dass Spermatozoen und Pollen Analoga darstellen. |
| 1806      | Ludolf Christian Treviranus (1779–1864)                                                                         | Entdeckung der Interzellularräume in parenchymatischem Gewebe. |
| 1806      | Louis-Nicolas Vauquelin (1763–1829) und Pierre-Jean Robiquet (1780–1840)                                        | Entdeckung der Aminosäure Asparagin in Asparagus. |
| 1809      | Jean-Baptiste de Lamarck (1744–1829)                                                                            | Veröffentlichung seines Buchs über die Abstammungslehre. |
| 1810      | Erik Acharius (1757–1819)                                                                                       | „Lichenographia universalis“ – neue Flechten-Übersicht des schwedischen Forschers erscheint in Göttingen. |
| 1810      | Joseph Louis Gay-Lussac (1778–1850)                                                                             | Aufklärung der chemischen Reaktion bei der Alkoholischen Gärung |
| 1815      | Robert Brown (1773–1858)                                                                                        | Unterscheidung von Angiospermen und Gymnospermen in der Systematik der höheren Pflanzen. |
| 1816–1817 | Christian Gottfried Daniel Nees von Esenbeck (1776–1858)                                                        | Veröffentlichung eines neuen Systems der Pilze |
| 1819      | Christian Gottfried Ehrenberg (1795–1876)                                                                       | Erste korrekte Beobachtung zur Sexualität der Pilze an der neu entdeckten Gattung Syzygites |
| 1821      | Elias Magnus Fries (1794–1878)                                                                                  | „Systema mycologicum“ – neue pilzsystematische Übersicht erscheint. |
| 1821      | Ludolf Christian Treviranus (1779–1864)                                                                         | Untersuchungen zur Bedeutung der Spaltöffnungen der Pflanzen. |
| 1822      | Joakim Frederik Schouw (1789–1852)                                                                              | In „Grundzüge einer allgemeinen Pflanzengeographie“ erstmalige pflanzengeographische Aufteilung der Erdoberfläche. |
| 1823      | Giovanni Battista Amici (1786–1863)                                                                             | Bei der Untersuchung zu den Plasmaströmungen in Narbenhaaren von Portulacca Beobachtung, dass ein Pollenkorn aufbricht und ein Schlauch hervortritt, der ebenfalls Plasmaströmungen zeigt. |
| 1823      | Thomas Andrew Knight (1759–1838)                                                                                | Erstmalige Beobachtung der Erscheinung von Merkmalsspaltung und Dominanz am Beispiel von Erbsen. |
| 1825      | Lorenz Oken (1779–1851)                                                                                         | Naturphilosophisches Pilzsystem veröffentlicht. |
| 1826      | Pierre Jean François Turpin (1775–1840)                                                                         | Bericht über Untersuchungen zur Zellteilung in Algen. |
| 1826      | Carl Philipp Sprengel (1787–1859),                                                                              | Mineralstofftheorie, Minimumgesetz, Bericht über Untersuchungen zur Zellteilung in Algen. |
| 1828      | Robert Brown (1773–1858)                                                                                        | Beschreibung der Brown’schen Molekularbewegung in der Zelle. |
| 1828      | John Vaughan Thompson (1779–1847)                                                                               | Erstmals systematische Sammlung und Beschreibung des Planktons. |
| 1830      | Giovanni Battista Amici (1786–1863)                                                                             | Beobachtung, wie Pollenschläuche bis in die Mikropyle wachsen. |
| um 1830   | Theodor Hartig (1805–1880)                                                                                      | Entdeckung der Aleuronkörner in Samen |
| 1830      | Franz Julius Ferdinand Meyen (1804–1840)                                                                        | Aufgrund von Forschungsergebnissen an Algen, Pilzen und höheren Pflanzen Postulat, dass Zellen unabhängig voneinander bestehende Einheiten darstellen. Erstmalige Beschreibung einzelner Gewebetypen wie Mesenchym, Parenchym, Prosenchym und Pleurenchym.                                      |
| um 1830   | Anselme Payen (1795–1871)                                                                                       | Entdeckung, dass junge Zellwände fast ausschließlich aus Cellulose bestehen und dass diese später andere Substanzen inkrustiert werden. Durch diesen Vorgang ändern sich die physikalischen und chemischen Eigenschaften der Wände grundsätzlich. Im gleichen Jahr Entdeckung der Stärkekörner. |
| 1831      | Heinrich Wilhelm Ferdinand Wackenroder (1798–1854)                                                              | Isolierung von Carotin in Form roter Kristalle aus der Mohrrübe |
| 1831      | Robert Brown (1773–1858)                                                                                        | Entdeckung des Zellkerns in Staubfadenhaaren von Tradescantia. |
| 1831–1836 | Charles Darwin (1809–1882)                                                                                      | Beginn der Weltreise der „Beagle“ mit Charles Darwin als Naturforscher an Bord. |
| 1832      | Barthélemy Charles Joseph Dumortier (1797–1878)                                                                 | Untersuchungen zur Zellteilung bei Algen. |
| 1833–1834 | Anselme Payen (1795–1871) und Jean-François Persoz (1805–1868)                                                  | Entdeckung des Enzyms Diastase (Amylase), ein Stoff, der auf Stärke wirkt. |
| 1834      | Karl Friedrich Schimper (1803–1867)                                                                             | Auf der Naturforscherversammlung in Stuttgart stellt er seine bahnbrechenden Untersuchungen zur Blattstellung vor. |
| 1835      | Jöns Jakob Berzelius (1779–1848)                                                                                | Erklärung der Enzymwirkung, indem er zeigte, dass der Malz-Extrakt „Diastase“ (Amylase) Stärke schneller zu Zucker spalten kann als Schwefelsäure. Prägung des Begriffs „Katalyse“. |
| 1835      | Hugo von Mohl (1805–1872)                                                                                       | Entdeckung, dass sich Zellen durch Teilung vermehren. |
| 1836      | Charles Daubeny (1795–1867)                                                                                     | Untersuchungen über die Wirkung verschiedener Wellenlängen bei der Photosynthese. |
| 1837–1838 | Charles Cagniard de la Tour (1777–1859), Theodor Schwann (1810–1882) und Friedrich Traugott Kützing (1807–1893) | Entdeckung der Hefezelle als Ursache der Wein- und Biergärung. Schwann war der Überzeugung, dass es sich bei Hefen um Pflanzen handelt und nannte sie „Zuckerpilz“ (später als Saccharomyces beschrieben).                                                                                      |
| 1837      | Henri Dutrochet (1776–1847)                                                                                     | Entdeckung, dass das Vorkommen von Chlorophyll für die Photosynthese notwendig ist. |
| 1837      | Joseph Henri Léveillé (1796–1870)                                                                               | Wirksame Darstellung der systematischen Bedeutung der Basidien |
| 1838      | Christian Gottfried Ehrenberg (1795–1876)                                                                       | Erstmals Unterscheidung zwischen Bakterien und anderen Mikroorganismen. |
| 1838      | Hugo von Mohl (1805–1872)                                                                                       | Beschreibung der Entwicklung von Spaltöffnungen. |
| 1838      | Matthias Jacob Schleiden (1804–1881)                                                                            | Begründung der Zelltheorie durch den Nachweis, dass alle pflanzlichen Gewebe aus Zellen aufgebaut sind. |
| 1838      | August Grisebach (1814–1879)                                                                                    | In seinem Werk „Über den Einfluß des Klimas auf die Begrenzung der natürlichen Floren“ wird der Begriff der „pflanzengeographischen Formation“ geprägt. |
| 1839–1846 | Jan Evangelista Purkyně (1787–1869)                                                                             | Prägung des Begriffs Protoplasma und gemeinsam mit Hugo von Mohl Vorschlag des Protoplasma-Konzepts. |
| 1840      | Justus von Liebig (1803–1873)                                                                                   | Widerlegung der Humustheorie, Propagierung der Mineralstoffernährung der Pflanzen (nach der Mineralstofftheorie von Carl Sprengel siehe 1826) |
| 1840      | Carl Friedrich Philipp von Martius (1794–1868)                                                                  | Die „Flora brasiliensis“ erscheint mit dem ersten Band. Sie ist mit 40 Bänden (in lateinischer Sprache) das umfangreichste vollendete Florenwerk seiner Zeit. Das Werk wurde von Martius begründet, von August Wilhelm Eichler (1839–1887) fortgeführt und von I                                |
| 1842      | August Karl Joseph Corda (1809–1849)                                                                            | Anleitung – lehrbuchartig Übersicht über die Mykologie |
| 1843      | Friedrich Traugott Kützing (1807–1893)                                                                          | Phycologia – Argumente gegen die Urzeugung von Hefen |
| 1843      | J. Schmitz | Erste Darstellung von Schnallen an Basidiomyceten. In: Beiträge zur Anatomie und Physiologie der Schwämme. I–IV. Linnaea, Band 17, S. 417–548. |
| 1844      | Charles Darwin (1809–1882)                                                                                      | Erste Skizzen einer Theorie der natürlichen Selektion. |
| 1844      | John William Draper (1811–1882)                                                                                 | Nachweis, dass Pflanzen, die in einer Lösung von Calciumbicarbonat aufwachsen, bei Belichtung Sauerstoff freisetzen. |
| 1844–1848 | Gottlob Ludwig Rabenhorst (1806–1881)                                                                           | „Deutschlands Kryptogamenflora“ erscheint. |
| 1845      | Miles Joseph Berkeley (1803–1889)                                                                               | Entdeckung von Phytophthora infestans als Erreger der Kartoffelfäule. |
| 1845      | Robert Mayer (1814–1878)                                                                                        | Erstmalige Beschreibung, dass bei der Photosynthese Lichtenergie in chemische Energie, gespeichert im Zucker, umgewandelt wird. |
| 1847      | Carl Fraas (1810–1875)                                                                                          | Veröffentlichung von „Klima und Pflanzenwelt in der Zeit, ein Beitrag zur Geschichte beider“. Darin werden die starken anthropogen bedingten Veränderungen in der Landschaft Griechenlands seit der Antike beschrieben.                                                                         |
| 1848      | Wilhelm Hofmeister (1824–1877)                                                                                  | In Skizzen werden die Mikrosporen-Mutterzellen von Tradescantia belegt. |

## 1850 bis 1900
| Zeit      | Person(en)                                                                                     | Info |
| --------- | ---------------------------------------------------------------------------------------------- | --- |
| um 1850   | Gaston Bonnier (1853–1922) und Anton Kerner von Marilaun (1831–1898)                           | Nachweis standortspezifischer Wuchsformen bei Pflanzen mit Hilfe von Verpflanzungsversuchen. |
| 1850      | Wilhelm Hofmeister (1824–1877)                                                                 | Entdeckung der Mitose und der Homologie zwischen dem Fortpflanzungsmodus höherer Kryptogamen und der Samenbildung der Phanerogamen. |
| um 1850   | Carl Wilhelm von Nägeli (1817–1891)                                                            | Formulierung der heute noch geltende Theorie der Zellbildung. Unterscheidung zwischen Teilungs- und Dauergewebe. |
| 1850      | Nathanael Pringsheim (1823–1894)                                                               | Erste Mitteilung über die Geißeln pilzlicher Planosporen. |
| 1851–1855 | Jean-Baptiste Boussingault (1802–1887)                                                         | Entdeckung, dass höhere Pflanzen keinen atmosphärischen Stickstoff nutzen können, sondern auf mineralischen Stickstoff aus dem Boden angewiesen sind. Hinweis, dass Pflanzen und Tiere Stickstoff benötigen.                                                 |
| 1851      | Hugo von Mohl (1805–1872)                                                                      | Prägung des Begriffs Protoplasma. |
| 1854      | Otto Sendtner (1813–1859)                                                                      | Die Grundbegriffe „Standort“, „Region“, „Zone“ und „Vegetationsstufe“ werden in die pflanzengeographische Wissenschaft eingeführt. |
| 1855      | Giovanni Battista Amici (1786–1863)                                                            | Erfindung des Immersions-Mikroskops. |
| 1855      | Oswald Heer (1809–1883)                                                                        | „Flora tertiaria Helvetiae“ erscheint. Mit diesem Werk wird die Paläontologie der tertiären Flora begründet. |
| 1856      | Nathanael Pringsheim (1823–1894)                                                               | Beobachtungen zur Befruchtung von Eiern durch Spermien an Oedogonium (Grünalge). |
| 1858      | Charles Darwin (1809–1882) & Alfred Russel Wallace (1823–1913)                                 | Gleichzeitige Vorstellung ihrer Theorie der natürlichen Selektion. |
| 1859      | Charles Darwin (1809–1882)                                                                     | „On the Origin of Species“ erscheint. |
| 1860      | Louis Pasteur (1822–1895) & Hermann Hoffmann (1819–1891)                                       | Neue Mitteilungen über die Natur der Hefen bei der alkoholischen Gärung |
| 1860      | Louis Pasteur (1822–1895)                                                                      | Widerlegung der Urzeugungslehre durch Sterilitätsversuche. |
| 1861–1865 | Edmond Tulasne (1815–1885) & Charles Tulasne (1816–1884)                                       | In „Selecta fungorum“ werden fundamentale Erkenntnisse zur Lebensgeschichte der Pilze beschrieben. |
| 1862      | Julius Sachs (1832–1897)                                                                       | Entdeckung, dass bei der Photosynthese der Zucker (in Form von Stärke) in den grünen Chloroplasten gebildet wird. |
| 1863      | Anton de Bary (1831–1888)                                                                      | Nachweis, dass der gesamte Fruchtkörper der Ascomyceten selbst das Produkt eines Sexualaktes ist, der an den Fäden des Myzels stattfindet. |
| 1863      | Anton Kerner von Marilaun (1831–1898)                                                          | Das Werk „Pflanzenleben der Donauländer“ erscheint. Es wird wegweisend für die Erforschung der Pflanzengesellschaften. |
| 1865–1866 | Robert Caspary (1818–1887)                                                                     | Beschreibung der charakteristischen Verdickungen der Radialwände pflanzlicher Zellen (Casparischer Streifen). |
| 1866      | Anton de Bary (1831–1888)                                                                      | Klärung des Wirtswechsels der Rostpilze. |
| 1866      | Ernst Haeckel (1834–1919)                                                                      | Formulierung der biogenetischen Regel und Prägung des Begriffs „Ökologie“ |
| 1866      | Gregor Mendel (1822–1884)                                                                      | Publikation der „Versuche über Pflanzenhybriden“, in denen die mendelschen Vererbungsregeln beschrieben werden. Das Werk wird über einen Zeitraum von 34 Jahren nicht beachtet.                                                                              |
| 1867      | Simon Schwendener (1829–1919)                                                                  | Erstmalige Beschreibung der Flechten als Doppelorganismen. |
| 1868      | Jean-Baptiste Boussingault (1802–1887)                                                         | Nachweis, dass Pflanzen keinen Sauerstoff für die Photosynthese benötigen. |
| 1869      | Friedrich Miescher (1844–1895)                                                                 | Entdeckung der DNA |
| 1872      | August Grisebach (1814–1879)                                                                   | Mit dem Werk „Die Vegetation der Erde“ wird die Pflanzengeographie zur eigenen Disziplin entwickelt. |
| 1874      | Robert Hartig (1839–1901)                                                                      | Beschreibung der forstbotanischen Grundlagen der Krankheiten der Waldbäume |
| 1875      | Eduard Strasburger (1844–1912)                                                                 | Entdeckung der pflanzlichen Kernteilung und der Kernverschmelzung bei der Befruchtung von Blütenpflanzen. |
| 1877      | Wilhelm Pfeffer (1845–1920)                                                                    | Veröffentlichung von „Osmotische Erscheinungen“. |
| 1878      | Anton de Bary (1831–1888)                                                                      | Vorschlag auf der 51. Versammlung Deutscher Naturforscher und Arzte in Kassel, den Terminus „Symbiose“ für besonders enge Beziehungen zwischen zwei Spezies in der Natur zu verwenden.                                                                       |
| 1879      | Adolf Engler (1844–1930)                                                                       | In seinem Werk „Versuch einer Entwicklungsgeschichte der Pflanzenwelt, insbesondere der Florengebiete seit der Tertiärperiode“ wird die Wandlung der gesamten Pflanzenwelt eines Gebietes in der Erdgeschichte beschrieben und damit erstmals eine Evolution |
| 1879      | Walther Flemming (1843–1905)                                                                   | Prägung der Begriffe „Chromatin“ und „Mitose“. |
| 1880–1890 | Walther Flemming (1843–1905), Eduard Strasburger (1844–1912) & Édouard van Beneden (1846–1910) | Entdeckung der Grundlagen der Zellteilung. Postulat, dass die Chromosomen in Qualität und Quantität gleich auf die Tochterzellen verteilt werden. |
| 1880      | Ernst Rudorff (1840–1916)                                                                      | Mit der Arbeit „Über das Verhältniß des modernen Lebens zur Natur“ in den „Preußischen Jahrbüchern“ wird erstmals ein grundlegendes Werk zum Natur- und Landschaftsschutz veröffentlicht.                                                                    |
| 1882      | Theodor Wilhelm Engelmann (1843–1909)                                                          | Entdeckung, dass Licht im roten Bereich bei der Photosynthese besonders stark wirkt. |
| 1882      | Eduard Strasburger (1844–1912)                                                                 | Prägung der Begriffe „Cytoplasma“ and „Nucleoplasma“. |
| 1883      | Theodor Wilhelm Engelmann (1843–1909)                                                          | Entdeckung an Purpurbakterien, dass bei der Photosynthese der Sauerstoff in den Chloroplasten gebildet wird sowie der Tatsache, welche spektralen Anteile des Lichtes bei der Photosynthese besonders wirksam sind.                                          |
| 1883      | Friedrich Schmitz (1850–1895)                                                                  | Entdeckung von Plastiden in Algenzellen. Beschreibung, dass diese nicht „de novo“ entstehen, sondern nur durch Teilung aus ihresgleichen hervorgehen. |
| 1883      | Andreas Franz Wilhelm Schimper (1856–1901)                                                     | Postulat der symbiotischen Entstehung der Chloroplasten und damit Wegbereiter der später formulierten Endosymbiontentheorie. |
| 1884      | Walther Flemming (1843–1905), Eduard Strasburger (1844–1912) & Édouard van Beneden (1846–1910) | Nachweis, dass die Verdoppelung der Chromosomen durch deren Längsteilung erfolgt. Strasburger prägt die Begriffe Prophase, Metaphase und Anaphase. |
| 1886      | Hermann Hellriegel (1831–1895) & Hermann Wilfarth (1853–1904)                                  | Entdeckung der Symbiose von Leguminosen und Knöllchenbakterien, mit der elementarer Luftstickstoff gebunden werden kann |
| 1888      | Ernst Rudorff (1840–1916)                                                                      | Prägung des Begriffs „Naturschutz“. |
| 1890      | Paul Vuillemin (1861–1932)                                                                     | Die Begriffe „Antibiose“ und „Symbiose“ werden als Gegensatz gebraucht. Später wird die Bezeichnung Antibiotikum von „Antibiose“ abgeleitet. |
| 1895      | Eugenius Warming (1841–1924)                                                                   | Im „Lehrbuch der ökologischen Pflanzengeographie“ werden besonders die funktionellen Komponenten der Vegetationsgegebenheiten beschrieben. Einführung des Begriffs „ökologische Pflanzengeographie“.                                                         |
| 1897      | Gabriel Bertrand (1867–1962)                                                                   | Prägung des Terminus „Coenzym“ für anorganische Substanzen, die zur Aktivierung von Enzymen notwendig sind. |
| 1897      | Eduard Buchner (1860–1917)                                                                     | Entdeckung der Gärung ohne Hefezellen durch Zymase. |
| 1898      | Charles Reid Barnes (1858–1910)                                                                | Vorschlag der Bezeichnung „Photosynthese“. |
| 1898      | Sergei Gawrilowitsch Nawaschin (1857–1930)                                                     | Entdeckung der sogenannten „doppelten Befruchtung“ bei Pflanzen. |
| 1898      | Andreas Franz Wilhelm Schimper (1856–1901)                                                     | In seiner „Pflanzengeographie auf physiologischer Grundlage“ werden die Lebensbedingungen und Anpassungen von Pflanzen weltweit beschrieben. Umfassende Darstellung der Vegetationstypen der Erde hinsichtlich Flora, Struktur und Funktion.                 |

## 1900 bis 1950
| Zeit      | Person(en)                                                                                  | Info |
| --------- | ------------------------------------------------------------------------------------------- | --- |
| 1900      | Theodor Boveri (1862–1915) und Walter Sutton (1877–1916)                                    | Begründung der Chromosomentheorie der Vererbung. |
| 1900      | Carl Correns (1864–1933), Erich Tschermak-Seysenegg (1871–1962) & Hugo de Vries (1848–1935) | Wiederentdeckung der mendelschen Regeln und Beginn der modernen Genetik. |
| 1902      | William Bateson (1861–1926)                                                                 | Prägung der genetischen Bezeichnungen F1, F2, allelomorph, homozygot und heterozygot sowie Gameten und Zygoten in seinem Werk Mendel's Principles of Heredity. |
| 1902      | Emil Fischer (1852–1919) & Franz Hofmeister (1850–1922)                                     | Nachweis, dass Proteine Polypeptide darstellen. |
| 1902      | Georgi Fjodorowitsch Morosow (1867–1920)                                                    | In „Lehre des Waldes“ (1912), erste klassische Beschreibung eines terrestrischen Ökosystems. |
| 1902      | Carl Schroeter (1855–1939) & Oskar von Kirchner (1851–1925)                                 | In der Schrift „Die Vegetation des Bodensees“ werden die Begriffe „Synökologie“ und „Gesellschaftslehre“, als Bezeichnung für die biologisch-ökologische Disziplin, die Gemeinschaften von Organismen geprägt. |
| 1904      | Albert Francis Blakeslee (1874–1954)                                                        | Entdeckung der Heterothallie bei Pilzen. |
| 1905      | Konstantin Sergejewitsch Mereschkowski (1855–1921)                                          | Formulierung der Hypothese, dass im Lauf der Evolution die Chloroplasten ihren Ursprung als eigenständige Cyanobakterien nahmen und erst später Teil der Pflanzenzelle wurden.- Über Natur und Ursprung der Chromatophoren im Pflanzenreiche. In: Biol. Centralb. Band 25, S. 593–604.                                                                  |
| 1906      | Richard Willstätter (1872–1942) et al.                                                      | Entdeckung der chemischen Struktur des Chlorophylls. |
| 1908      | Frederick Orpen Bower (1855–1948)                                                           | Begründung der Interkalationstheorie, die besagt, dass nur solche Gewächse in der Urzeit dazu in der Lage waren, das Festland zu besiedeln, die einen Sporophyten zu bilden in der Lage waren. |
| 1909      | Rollins A. Emerson (1873–1947)                                                              | Entdeckung der multiplen Allelie in Getreide und Bohnen. Entdeckung des Phänomens der Pseudogamie. |
| 1911      | Gregor Kraus (1841–1915)                                                                    | In „Boden und Klima auf kleinstem Raum“ erstmalige Beschreibung und Quantifizierung pflanzlicher Funktionen unter dem Einfluss der physikalischen und dynamischen Gegebenheiten der Umwelt. |
| 1913      | Richard Willstätter (1872–1942) & Arthur Stoll (1887–1971)                                  | Veröffentlichung der Arbeit „Untersuchungen über Chlorophyll“. |
| 1914      | George Harrison Shull (1874–1954)                                                           | Entdeckung des Heterosis-Effekts bei der Kreuzung von Individuen aus reinen Vererbungslinien. |
| 1915      | Hans Burgeff (1883–1976)                                                                    | Entdeckungen zur Sexualität und Genetik bei Pilzen an Phycomyces nitens. |
| 1915      | Hans Kniep (1881–1930)                                                                      | Neue Erkenntnisse zur Lebensgeschichte der Hymenomyceten werden publiziert. |
| 1916      | Frederic Edward Clements (1874–1945)                                                        | In „Plant succession“ werden zahlreiche Begriffe wie „Sukzession“ oder „Klimax-Gesellschaft“ ausführlich definiert. |
| 1919      | Hans Kniep (1881–1930)                                                                      | Neues zur Lebensgeschichte der Brandpilze. |
| 1919–1920 | Harry Steenbock (1886–1967)                                                                 | Entdeckung des Zusammenhangs zwischen Vitamin A und dem Pflanzenpigment Carotin. |
| 1920–1923 | Hans Kniep (1881–1930)                                                                      | Neues über Geschlechtsdifferenzierung bei Basidiomyceten. |
| um 1920   | Wladimir Nikolajewitsch Sukatschow (1880–1967)                                              | Prägung des Begriffs der Biogeozönose |
| 1921      | Emmy Stein (1879–1954)                                                                      | Erstmaliger Nachweis der Mutagenität ionisierender Strahlung in „Radiumstrahlen auf Antirrhinum“. (sechs Jahre vor Hermann Joseph Mullers berühmt gewordenen Versuchen zur Genmutation an Drosophila durch Röntgenstrahlen). Dieser erhielt für seine „Entdeckung“ den Nobelpreis in Physiologie oder Medizin. Emmy Steins Entdeckung blieb unbeachtet! |
| 1921      | Albert Francis Blakeslee (1874–1954)                                                        | Erstmalige Erzeugung einer haploiden Stechapfel-Pflanze |
| 1923      | Torsten Ludvig Thunberg (1873–1952)                                                         | Entdeckung, dass bei der Photosynthese das beteiligte Kohlenstoffdioxid reduziert und Wasser oxidiert wird. |
| 1925      | Otto Warburg (1883–1970)                                                                    | Warburg führte die Ergebnisse von Frederick Blackman (1866–1947) und Gabrielle Matthaei (1876–1930) im Jahr 1905 auf die Existenz von zwei Reaktionsklassen, die Lichtreaktionen und die Dunkelreaktionen, zurück. |
| 1926–1928 | Frits Warmolt Went (1903–1990)                                                              | Nachweis, dass phytotrophe Substanzen (später als Auxine bezeichnet) in Agarwürfels angereichert werden können. |
| 1927      | Georgi Dmitrijewitsch Karpetschenko (1899–1941)                                             | Erzeugung eines tetraploiden Hybriden zwischen Rettich (Raphanus sativus) und Kohl (Brassica oleracea), der neuen Art Raphanobrassica |
| 1928      | Josias Braun-Blanquet (1884–1980)                                                           | Mit der Veröffentlichung des Buches „Pflanzensoziologie“ werden Pflanzengesellschaften als hierarchisches System zur Vegetationsbeschreibung und zur biozönologischen Gliederung der Landschaften eingeführt. |
| 1928      | Alexander Fleming (1881–1955)                                                               | Entdeckung der antibiotischen Wirkung des Penicillins. |
| 1929      | Göte Turesson (1892–1970)                                                                   | Nachweis der Existenz von Varietäten (Genotypen) bei wild wachsenden Arten, die sich in Anpassung an ihre Umwelt und die Selektion gebildet haben. |
| 1930      | Walter Zimmermann (1892–1980)                                                               | Begründung der Telomtheorie. |
| 1931      | Harriet B. Creighton (1909–2004) & Barbara McClintock (1902–1992)                           | Entdeckung des „crossing over“ an Chromosomen von Zea mais. |
| 1931      | Wladimir Alexandrowitsch Engelhardt (1894–1984)                                             | Entdeckung, dass die Phosphorylierung des ATP mit der Atmung gekoppelt ist. |
| 1931      | Cornelis Bernardus van Niel (1897–1985)                                                     | Entdeckung der Herkunft des Photosynthese-Sauerstoffs aus dem Wasser. |
| 1933      | Paul Runar Collander (1894–1973) & Hugo Bärlund                                             | Mit Hilfe von Permeabilitätsmessungen Zellmembranen (v. a. an Rhoeo discolor) wurde wichtiger Beitrag zum Verständnis der Membranstruktur geleistet. |
| 1933      | Fritz Kögl (1897–1959), Arie Jan Haagen-Smit (1900–1977) & Hanni Erxleben (1903–2001)       | Isolierung und chemische Beschreibung von Auxin |
| 1934      | Henrik Dam (1895–1976) & Edward Adelbert Doisy (1893–1986)                                  | Isolierung und Nachweis von Vitamin K. |
| 1935      | William H. Crocker (1876–1950)                                                              | Nachweis von Ethen als Pflanzenhormon zur Fruchtreifung. |
| 1935      | Hugh Davson (1909–1996) & James Frederic Danielli (1911–1984)                               | Vorschlag des „Protein-Lipid-Sandwich-Modells“ für die Struktur der Zellmembran. |
| 1935      | Arthur George Tansley (1871–1955)                                                           | Prägung des Begriffs „Ökosystem“. |
| 1935      | Percy W. Zimmerman (1884–1958) & Frank Wilcoxon (1892–1965)                                 | Entdeckung verschiedener Substanzen, die bei Pflanzen als Hormone wirken. In: Contributions from Boyce Thompson Inst. 209, 225–26. |
| 1937      | Albert Francis Blakeslee (1874–1954) & Amos Geer Avery (* 1902)                             | Erstmals Verwendung von Colchicin zur Erzeugung künstlicher Polyploidie in Pflanzenzellen. |
| 1937      | Sir Hans Adolf Krebs (1900–1981) & William Arthur Johnson                                   | Entdeckung des Zitronensäurezyklus. |
| 1937      | Reinhold Tüxen (1899–1980)                                                                  | Mit der Veröffentlichung der Die Pflanzengesellschaften Nordwestdeutschlands erscheint die erste zusammenstellende Darstellung der Pflanzengesellschaften einer Region Deutschlands. |
| 1938      | Robert Hill (1899–1991)                                                                     | Entdeckung, dass zellfreie Chloroplasten bei Zugabe von Fe-Salzen unter Lichteinwirkung Sauerstoff produzieren. |
| 1939      | Sune Bergström (1916–2004)                                                                  | Nachweis, dass Keimlinge, die Ethylen ausgesetzt werden, positiv geotropisch wachsen. |
| 1939      | Fritz Albert Lipmann (1899–1986)                                                            | Postulat, dass ATP der Hauptträger der chemischen Energie in der Zelle ist. |
| 1939      | Sam Ruben (1913–1943), William Zev Hassid (1899–1974) & Martin Kamen (1913–2002)            | Erstmalige Anwendung radioaktiver Markierungen in der Photosyntheseforschung. |
| 1940      | George Wells Beadle (1903–1989) & Edward Lawrie Tatum (1909–1975)                           | Formulierung der Ein-Gen-ein-Enzym-Hypothese aufgrund von Untersuchungen an Neurospora crassa. |
| 1940      | Jens Clausen (1891–1969), David D. Keck (1903–1995) & William Hiesey (1903–1998)            | Unter anderem am Beispiel von Achillea lanulosa wird das Vorkommen und die Stabilität ökologischer Rassen belegt. |
| 1940      | Hans Gaffron (1902–1979)                                                                    | Entdeckung des Wasserstoffmetabolismus bei Grünalgen. |
| 1940      | Gustav-Adolf Kausche & Ernst Ruska (1906–1988)                                              | Erstmalige Publikation elektronenmikroskopischer Abbildungen von Chloroplasten. |
| 1941      | Sam Ruben (1913–1943), Merle Randall (1888–1950), Martin Kamen (1913–2002) et al.           | Entdeckung, dass der bei der Photosynthese freigesetzte Sauerstoff aus dem Wasser stammt. |
| 1941      | Selman Abraham Waksman (1888–1973)                                                          | Prägung des Begriffs „Antibioticum“ für Stoffe, die von Organismen gegen Bakterien gebildet werden. |
| 1943      | Barry Commoner (1917–2012), Seymour Fogel (1919–1993) & Walter H. Muller                    | Nachweis, dass der Wassertransport entgegen dem osmotischen Potential durch Auxin unterstützt wird. Dieser Effekt wird durch Jodacetat blockiert. |
| 1943      | Joachim Hämmerling (1901–1980)                                                              | Nachweis, dass die Hutform von verwandten (einzelligen) Algenarten der Gattung Acetabularia jeweils von der Herkunft des Kerns abhängt. |
| 1943      | Friedrich Oehlkers (1890–1971)                                                              | Erstmaliger Nachweis der Mutagenität von Chemikalien in „Die Auslösung von Chromosomenmutationen in der Meiosis durch Einwirkung von Chemikalien“. |
| 1948      | Melvin Calvin (1911–1997) & Adam Benson                                                     | Entdeckung, dass Kohlensäure im Photosyntheseprozess direkt in Phosphoglycerinsäure eingebaut wird. |

## 1950 bis 1970
| Zeit | Person(en)                                                                                    | Info |
| ---- | --------------------------------------------------------------------------------------------- | --- |
| 1951 | Barbara McClintock (1902–1992)                                                                | Entdeckung der „springenden Gene“ an Mais. |
| 1951 | Albert Lester Lehninger (1917–1986)                                                           | Elektronentransport von NADH zu Sauerstoff wird als direkte Energiequelle für die oxidative Phosphorylierung entdeckt. |
| 1952 | George Emil Palade (1912–2008), Keith R. Porter (1912–1997) und Fritiof Sjöstrand (1912–2011) | Entwicklung von Dünnschnitt- und Fixierungsmethoden für die Elektronenmikroskopie |
| 1953 | George Emil Palade (1912–2008)                                                                | Erste Beschreibung der Ribosomen. |
| 1953 | Harold C. Urey (1893–1981) und Stanley Miller (1930–2007)                                     | Im Miller-Urey-Experiment wird nachgewiesen, dass unter bestimmten Bedingungen aus Ammoniak, Methan, Wasserdampf und Wasserstoff unter Einwirken von elektrischen Entladungen Aminosäuren, Formaldehyd, Milchsäure und Blausäure entstehen können. |
| 1953 | James Watson (* 1928) und Francis Crick (1916–2004)                                           | Aufklärung der DNA-Struktur. |
| 1954 | Daniel I. Arnon (1910–1994) et al.                                                            | Entdeckung der Photophosphorylierung, der lichtabhängigen Bildung von ATP bei der Photosynthese. |
| 1954 | Marshall Davidson Hatch (* 1932), Charles Roger Slack (1937–2016) u. a.                       | Entdeckung des C4-Säurezyklus oder Hatch-Slack-Zyklus. |
| 1955 | Severo Ochoa (1905–1993) und Marianne Grunberg-Manago (1921–2013)                             | Entdeckung der Polynukleotidphosphorylase. |
| 1956 | Henry Borsook (1897–1984) und Paul Zamecnik (1912–2009)                                       | Entdeckung der Ribosomen auf dem endoplasmatischen Reticulum als Ort der Proteinsynthese. |
| 1956 | Arthur Kornberg (1918–2007)                                                                   | Entdeckung der DNA-Polymerase. |
| 1957 | Melvin Calvin (1911–1997)                                                                     | Entdeckung des Calvin-Zyklus. |
| 1957 | Erich Oberdorfer (1905–2002)                                                                  | Mit „Süddeutsche Pflanzengesellschaften“ erscheint ein grundlegendes und richtungweisendes Werk der Pflanzensoziologie. |
| 1960 | Robert B. Woodward (1917–1979)                                                                | Erstmals Synthese von Chlorophyll a. |
| 1961 | Dieter Heß (1933–2021)                                                                        | Erstmals mRNA als Auslöser der Blühinduktion bei Streptocarpus wendlandii beschrieben. |
| 1961 | Francis Crick (1916–2004), James Watson (* 1928) et al.                                       | Entdeckung der Universalität des genetischen Codes für die Proteinsynthese. |
| 1961 | Peter D. Mitchell (1920–1992)                                                                 | Postulat, dass Protonen während des Ablaufs der Atmungskettenreaktionen gerichtet durch die Membran befördert werden. |
| 1962 | Nathan Edward Tolbert (1919–1998) et al.                                                      | Entdeckung der Photorespiration. |
| 1970 | Lynn Margulis (1938–2011)                                                                     | Formulierung der modernen Endosymbiontentheorie. |

## Weitere Literatur
- Kurt Polycarp Joachim Sprengel: Kurt Sprengels Geschichte der Botanik. In 2 Theilen. Brockhaus, Altenburg/Leipzig, 1817–1818 (Digitalisierte Ausgabe).
- Ernst H. F. Meyer: Geschichte der Botanik. 4 Bände. Bornträger, Königsberg 1854–1857 (Digitalisierte Ausgabe: 1. Band, 2. Band, 3. Band, 4. Band).
- Julius Sachs: Geschichte der Botanik vom 16. Jahrhundert bis 1860. 3. Auflage. Oldenbourg, München 1875.
- Martin Möbius: Geschichte der Botanik von den ersten Anfängen bis zur Gegenwart. 2. Auflage. Fischer, Jena 1937.

## Einzelbelege
1. ↑  Women in Botany, auf womeninbotany.ur.de
2. ↑  Gerd K. Müller: Geheimnisse der Pflanzenwelt. Urania-Verlag, Leipzig-Jena-Berlin 1994, S. 13